# Segona Guerra Civil sudanesa
La Segona Guerra Civil sudanesa fou un conflicte civil al Sudan que va enfrontar el nord musulmà i el sud cristià i animista entre 1983 i 2005. Va provocar més d'un milió de morts.

## Antecedents, període 1972-1982
Els acords d'Addis Abeba el 26 de febrer de 1972 van posar fi a la primera guerra civil sudanesa. Milers de membres de l'Anya-Anya I es van integrar a l'exèrcit sudanès com a Anya Nya Absorbed Forces.
Entre 1972 i 1983 es van formar alguns moviments que van mantenir la seva lluita per la independència del sud de Sudan: el National Action Movement (NAM) de Joseph Oduho, Akuot Atem de Mayen; Benjamin Bol Akok i Samuel Gai Tut entre d'altres; i el Movement for the Total Liberation of Southern Sudan, dirigit per estudiants d'Equatoria i de l'organització estudiantil sudanesa SOSSA a Egipte. Però el principal moviment fou l'Anya Nya Absorbed Forces Underground Movement, que va estar actiu durant els més de deu anys de pau; era una organització clandestina, principalment a l'exèrcit, formada per veterans oposats a l'acord d'Addis Abeba, especialment procedents de Bahr al-Ghazal, dirigits secretament pel coronel Emmanuel Abuur Nhial, el capità John Garang de Mabior, el tinent coronel Stephen Madut Baak, el tinent coronel Joseph Kuol Amoum, el tinent coronel Deng Aluk i el major Albino Akol Akol.
Quan els serveis secrets sudanesos van detectar la seva activitat es va ascendir a Abuur i se li va nomenar un adjunt que l'hauria de vigilar; Garang, com universitari, fou enviat a Bor com a comandant de les "Absorbed Forces" (les forces Anya-Anya integrades a l'exèrcit sudanès) i després transferit al nord i obligat a seguir cursos a l'estranger durant anys; Stephen Madut Baak fou traslladat a Port Sudan i la resta posats sota vigilància i si mostraves símptomes de revolta rebien llocs al govern.
Progressivament els oficials sudistes eren apartats dels centres de decisió i una vegada eliminats el principals s'esperava que els oficials i soldats dels batallons dels antics Anyanya serien enviats al nord aviat. Contra aquesta situació, el 1975 va esclatar la revolta dels antics militars de l'Anya Nya a Akobo, que va fracassar, i els seus caps, Vincent Kuany i James Bol Alangjok van formar l'Anya-Anya II el 1977. El 1976 es va revoltar el capità Aguet a Wau, i també va fracassar; va fugir a l'estranger, però enganyat per alguns sudistes, fou assassinat.
El febrer de 1978 el general Joseph Lago va deposar Abel Alier com a president del govern autònom i assolí el càrrec personalment fins al maig de 1980. Numeyri va decretar llavors canvis en les fronteres del sud (deixant fora els camps petrolers) i va destituir inconstitucionalment a Lago, retornat Alier al poder. El 5 d'octubre de 1981 es va formar un govern interí dirigit pel general Gismalla Abdallah Rassass. Alguns militars membres o simpatitzants de l'Anya Nya Absorbed Forces Underground Movement van ser inclosos al govern del general Rassass i altres van rebre una jubilació anticipada o van rebre llocs civils a l'administració del sud.
Joves oficials entre els quals Francis Ngor Makiech, Salva Kiir Mayardit, Abdalla Chuol i Chagai Atem, i John Garang (que acabava de retornar al Sudan el 1981 després de seguir un curs als Estats Units) estaven disposats a passar a l'acció. Garang fou destinat al quarter general de l'Exèrcit a Khartum, però aquest lloc, pensat per allunyar-lo, fou favorable a Garang que va poder organitzar la revolució a distància.
A les eleccions generals de 1982 la Unió Socialista Sudanesa va ocupar tots els escons, però a les eleccions de la regió sud la tendència que afavoria la divisió en tres regions es va imposar sobre la que volia mantenir una sola regió que fins aleshores representava el president sortint Abel Alier. Gismalla Abdalla Rassas del Moviment d'Alliberament del Sud del Sudan, regionalista, va exercir com a president fins al 23 de juny de 1982 quan fou designat president Joseph James Tombura, de la Unió Nacional Africana del Sudan, que acceptava la divisió. Nimeyri, amenaçat per Líbia, es va acostar a Anwar al-Sadat, el president egipci, i aquest va visitar Khartum mentre Nimeyri va visitar el Caire durant el 1981, i l'octubre Nimeyri fou un dels caps d'estat que va estar present als funerals de Sadat.
Al començament de 1982 es va fundar a Trípoli de Líbia el Front Popular Socialista Sudanès (Al-Jabhah ash-Shabiyab al-Ishtirakiyah asn Sudaniyah, SSPF), dirigit per Maghoub Elfil. Camps d'entreament de l'organització van funcionar a Líbia. El 12 d'octubre de 1982 Sudan i Egipte (ara dirigir per Hosni Mubarak) van signar un acord d'unió a portar a terme en deu anys. L'abril del 1983 Nimeyri fou reelegit com a president per un tercer període de 6 anys, sense que es pogués presentar cap candidat contrari. Una vegada reelegit va proclamar la imposició de la xaria a partir del setembre; es va concedir una amnistia que va beneficiar a 13.000 presoners, però al mateix temps es van fer operacions contra la venda de begudes alcohòliques. la resistència al sud es va generalitzar.

## Desenvolupament del conflicte
El coronel John Garang un antic capità de l'Anya Anya que havia estat integrat a l'exèrcit regular el 1972 i havia fet diversos cursos, fou enviat a Bor per fer de mediador en un motí de soldats originaris del sud que no volien ser desplaçats al nord; però Garang i altres oficials ja estaven de fet d'acord amb els amotinats; les forces del govern van atacar Bor (maig) i Garang i els soldats sudistes que se li van unir es van retirar cap a Etiòpia on va reorganitzar el juliol un exèrcit de tres mil soldats sota el nom d'Exèrcit Popular d'Alliberament del Sudan, braç armat del Moviment Popular d'Alliberament del Sudan (coneguts en anglès per les sigles SPLA/M, en català EPAS/MPAS) que va declarar l'oposició a la llei islàmica i va cridar a les guarnicions sudistes a amotinar-se. Això va iniciar la guerra civil que culminaria el 2011 amb la independència del Sudan del Sud. El juny de 1983 el govern regional del sud quedava suprimit i sorgien tres governs separats (Nil Blau, Equatoria i Bahr al-Ghazal).
El 1984 l'activitat guerrillera al sud del país posava en dificultats al govern. El 14 de març de 1984 el govern va acusar Líbia d'un atac aeri sobre Omdurman mentre Líbia atribuïa la responsabilitat a dissidents dins la Força Aèria Sudanesa. El 28 de juliol de 1984 Jaba Buram Said i nou persones més suposats membres del Front Popular Socialista Sudanès-Comandament general, foren arrestades a Khartum acusades de voler assassinar Nimeyri i d'activitats terroristes i el govern del Sudan va acusar Etiòpia i Líbia. Posteriorment el moviment, dirigit ara per Mohammed Kafi Gibriel, va tenir ja poca activitat.
El descontentament va augmentar el 1985 mentre la guerra al sud es feia general. El deute havia pujat a 9.000 milions i el Fons Monetari Internacional va exigir noves pujades de preus que es van anunciar el març de 1985 mentre Nimeyri era als Estats Units. Hi va haver manifestacions i es va declarar una vaga general (inicis de l'abril). Les forces de l'oposició van formar l'anomenada Aliança Nacional i van pactar amb les Forces Armades un cop d'estat pel 6 d'abril; Numeyri podria refugiar-se a Egipte i el general Abd ar-Rahman Siwar al-Dahad dirigiria un Consell Militar Transitori (CMT) amb un gabinet de 7 militars i 7 civil, que convocaria eleccions pel 1986. El guió previst es va complir i Nimeyri fou enderrocat. Uns dies després declarava el seu suport al nou govern.
Les Forces Armades van mantenir el seu compromís. En un dels temes més conflictius, el sud, es va restablir la presidència regional sent nomenat president James Loro Sirisio de la Unió Socialista Sudanesa. Després de dotze mesos de transició, l'abril de 1986 es van celebrar eleccions generals (ajornades a 37 de les 68 circumscripcions del sud a causa de la guerra i al fet que els sudistes no acceptaven participar sense la derogació de la llei islàmica). Van participar seixanta partits però tres foren els principals: Umma, de Saddiq al-Mahdi i la secta Ansar; Partit Unionista Democràtic d'Ahmad Ali al-Mirghani i la secta Khatamiyya, i el Front Nacional Islàmic dirigit per Hasan Abdalla al-Turabi. El CMT fou substituït per un consell suprem de 5 membres presidit per Ahmad Ali al-Mirghani, i la presidència de la regió sud fou abolida altre cop. El 15 de maig Saddiq al-Mahdi formava un govern de coalició dels dos principals partits. El 21 d'agost de 1986 al-Mahdi va anunciar que la llei islàmica seria derogada en deu dies però per les fortes pressions de tots els costats no ho va poder fer. El SPLA (EPAS) controlava tot el territori del sud excepte les guarnicions del govern que estaven virtualment assetjades i on s'havien acollit milers de refugiats. El juliol l'EPAS va abatre un avió comercial i 60 passatgers van morir. Les relacions del Sudan amb Líbia es van normalitzar durant la segona meitat del 1986 i es van fer acords amb Etiòpia, i les estretes relacions amb Egipte i els Estats Units es van refredar.
El 1987 el Front Nacional Islàmic es va seguir oposant a la derogació de la xaria i el cap sudista John Garang es negava a aturar el conflicte mentre no es procedís a aquesta derogació. Saddiq al-Mahdi, el primer ministre, només podia negociar alguns aspectes menors. Així el gener de 1987 es va crear un Consell pel Sud la presidència del qual fou per a Matthew Abor Ayang que va exercir les funcions un any. L'exèrcit sudanès i les tribus àrabs del sud van començar a formar milícies que van iniciar ràtzies contra poblacions petites on només hi havia civils i el març un miler de gent d'ètnia dinka va foren massacrats per àrabs rezigat. A cause dels conflictes entre els partits del govern, el maig el president Mirghani el va dissoldre i el primer ministre al-Mahdi va haver de negociar un nou govern en que l'Umma va perdre pes en benefici del Partit Unionista Democràtic. A l'agost centenars de pobladors sudistes foren assassinats a Wau, capital de Bahr al-Ghazal. Milers de persones van fugir cap a Etiòpia establint-se a la població fronterera de Gambela on a finals d'any hi havia dos-cents mil refugiats sud-sudanesos. El novembre de 1987 el EPAS va ocupar Kurmuk per demostrar que podia atacar qualsevol ciutat important e les províncies del sud; el govern la va poder recuperar al cap d'unes setmanes.
El 1988 el govern no havia aconseguit estabilitat i es van produir algunes crisis. El gener Angelo Beda va ocupar la presidència del consell del Sud. El 14 de maig de 1988 al-Mahdi va poder formar un nou govern en el que va entrar el Front Nacional Islàmic d'Hasan al-Turabi (aquest fou ministre de Justicia) i alguns partits sudistes. L'agost es va produir la crescuda més catastròfica del Nil el 40 anys, deixant a dos milions de persones sense casa. El setembre de 1983 al-Turabi presentava el projecte de llei pel qual s'enduria considerablement la llei islàmica i que s'aplicaria a tota la població fos o no musulmana encara que l'aplicació seria més estricta al nord (on hi havia tres milions de residents de diversos lloc que no eren musulmans). El Partit Unionista Democràtic va mantenir negociacions a Addis Abeba amb partits del sud, especialment amb el MPAS/SPLM i el 14 de novembre de 1988 van arribar a un acord pel qual els dos grups treballarien per establir una constitució d'un Sudan federal i per l'abolició de la xaria. Aquest acord fou mal acollir pels islamistes que van treure a la seva gent al carrer en manifestacions i el desembre el Partit Unionista Democràtic abandonava el govern.
A començament de 1989 el EPAS va ocupar diverses zones incloent la ciutat de Torit. Les agències d'ajuda humanitària pactaven amb el moviment (MPAS) la distribució el que li donava un reconeixement internacional. El 20 de febrer la cúpùla militar va presentar un memorandum al govern exigint la formació d'un govern de salvació nacional, el distanciament de Líbia i una major participació del grup de Turabi al govern. Al-Mahdi va intentar demorar la resposta; el 8 de març viatjava a Líbia a parlar amb Gaddafi; no obstant va acabar acceptant i el 25 de març va formar un govern en el qual participava l'Umma, el Partit Unionista Democràtic (al que s'acceptaven la major part de les propostes pactades el 1988 a Addis Abeba), i personalitat sudistes, comunistes i professionals partidaris de la modernització. Però el Front Nacional Islàmic va refusar la seva participàció al rebutjar els acord d'Addis Abeba i va amenaçar amb actuacions extraparlamentaries si es negociava amb el MPAS la derogació de la llei islàmica. Poc després al-Mahdi i Garang van pactar un alto el foc (primers de maig); els soldats el govern al sud foren aquarterats; però no es van iniciar verdaderes converses de pau degut a les pressions dels islamistes i a la poca inclinació d'al-Mahdi a derogar la xaria. Mentre l'economia s'havia enfonsat i el 80% de les indústries estaven aturades, el comerç estava dominat pel contraban i la inflació era del 10%. Garang va visitar Estats Units i Gran Bretanya on va exposar que no caldria una independència pel sud i n'hi hauria prou amb una autonomia amplia i la derogació de la xaria. El 18 de juny el govern va fer detenir a un centar de persones, entre els quals 18 oficials de l'exèrcit, acusats tots de preparar un cop d'estat. La reacció fou inmmediata i els colpistes no arrestats van donar un cop d'estat el 30 de juny de 1989. El cop tenia el suport dels autors del memorandum del febrer, dels Estats Units, Egipte i el Regne Unit. Va dirigir el cop el general Omar Hassan Ahmad al-Bashir, que va anunciar que l'alto el foc es mantindria, que es negociaria seguint els preacords d'Addis Abeba, i que la lluita principal del govern seria contra l'especulació i el mercat negre (pena de mort pels acaparadors d'aliments). Donada la mala situació economica del país, la població en general va acollir bé el cop. Al-Bashir va assolir la presidencia, i el càrrec de primer ministre fou abolit; també es va abolir la presidència del Consell del Sud.
Amb Omar al-Bashir com a President del Sudan, foren prohibits els partits polítics, excepte els Germans Musulmans del Sudan que llavors operaven com a Front Nacional Islàmic (FNI), que tot i estar formalment prohibit, de fet exercia el govern, ja que al-Bashir n'era simpatitzant, i els seus membres ocupaven diversos càrrecs al govern. El poder a l'ombra el tenia Hasan al-Turabi, el cap del FNI.
La nova dictadura no va resoldre els problemes. Després d'algunes converses amb el moviment sudista a Addis Abeba, es va veure que els militars no estaven disposats a retirar la imposició de la xaria al sud; la manca de cap programa econòmic no va fer més que agreujar la situació. El mes de setembre Bashir va convocar a Khartum una Conferència Nacional de Diàleg però no va retirar l'estat d'emergència declarat arran del cop d'estat, i Moviment Popular d'Alliberament del Sudan no va voler enviar delegats en aquestes condicions, ja que temia per la seva seguretat; davant del carreró sense sortida es va instal·lar entre els militars la idea que potser caldria acceptar la separació del sud. El desembre de 1989 es van fer a Nairobi noves rondes de converses amb els sudistes, amb la medicació de l'expresident americà Jimmy Carter, però no va arribar a cap resultat. Els partits opositors van formar l'Aliança Nacional Democràtica a la que es van unir els principals partits (Umma, Partit Unionista Nacional, Partit Comunista, Congrés dels Beja, el sindicat nacional (Consell General de Federacions de Sindicats), l'Exèrcit/Moviment Popular d'Alliberament del Sudan i alguns partits menors i independents.
El Moviment Popular d'Alliberament del Sudan va respondre amb una ofensiva militar sobre el terreny (1990) que va tenir per teatre principalment a Equatoria on diverses ciutats en mans de les forces del govern van caure en poder de la guerrilla. A finals de gener els combats es produïen prop de Juba, principal plaça forta de l'exèrcit nordista. Però van passar els mesos i la situació va romandre estable amb la guerrilla amb el control de les zones rurals i controlant les rutes i el transport, i les forces de l'exèrcit fortificades a les ciutats.
Al llarg de 1990 el règim va donar mostres clares de decantar-se cap a l'islamisme; el partit Front Nacional Islàmic de Hasan al-Turabi esdevenia el poder a la sombra que guiava als militars. Amnistia Internacional va denunciar que el règim havia esdevingut un estat policial fonamentalista. El març i abril es van anunciar intents de cops d'estat que en realitat foren purgues d'al-Bashir per desfer-se dels militars que considerava més oposats, entre els quals Jalid al-Zaid, ex comandant de les Forces Aèries. El setembre es va produir un tercer intent, reivindicat des de Londres pels militars exiliats oposats a Bashir i a la línia fonamentalista. Bashir i Gaddafi de Líbia es van entrevistar i van pactar una integració dels dos països que no va tenir continuïtat efectiva. Sudan va donar suport a la invasió de Kuwait per l'Iraq i això li va fer perdre els ajust de les monarquies del Golf i Aràbia Saudita. La situació econòmica era dramàtica i el govern no va poder negociar el seu deute extern de 12.000 milions de dòlars el que el va privar de nous crèdits del Fons Monetari Internacional; l'ajut internacional no era distribuïda amb eficàcia ni al sud ni als camps de refugiats instal·lats a la rodalia de Khartum i la corrupció feia que una bona part es perdés. Per temor a revoltes dels refugiats el govern va ordenar desplaçar els campaments fora de la capital i a l'octubre el campament de Hilat Chuk fou arrasat. El novembre hi va haver un quart intent fracassat de cop d'estat durant una sèrie de vagues per la carestia de la vida i nombroses detencions d'opositors que es van estendre fins i tot a exministres de l'Umma en els darrers gabinets democràtics.
La situació econòmica va continuar agreujant-se el 1991 i la derrota de l'Iraq enfront als Estats Units i els seus aliats suposaven un obstacle pel govern sudanès que va intentar compensar amb l'acostament a Líbia i a l'Iran. El febrer de 1991 el president va proposar convertir el país en una federació de 9 estats en el que cada assemblea legislativa estatal tindria poder per decidir sobre la imposició de la xaria, però els sudistes (que demanaven un únic estat pel sud) s'hi van oposar perquè això suposaria aplicar la xaria al nord on residien milions de sudistes. El març de 1991 el govern va instaurar un nou codi penal per tot el país basat en la xaria. L'abril foren alliberats diversos presoners polítics en els quals Saddiq al-Mahdi, i el president va proposar una Conferència Nacional sobre el Futur que no va tenir gaire acollida, ja que la proposta del govern no era restablir la democràcia sinó instaurar "congressos populars" a l'estil de Líbia. La caiguda de Menguistu Haile Mariam a Etiòpia, l'estiu de 1991, va suposar dificultats pel Moviment Popular d'Alliberament del Sudan i l'Exèrcit Popular d'Alliberament del Sudan que es va veure privat de les seves bases segures al país i va aprofitar l'exèrcit per una ofensiva limitada. El sudistes estaven patint també dificultats internes quan el moviment es va escindir l'agost de 1991 en dues branques, la de Garang a Torit (Equatoria oriental prop de la frontera amb Uganda), que acceptava el manteniment d'un Sudan unit però democràtic i sense xaria, que tenia la seva base a Torit, i el sector de Riek Machar, Gordon Kong i Lam Akol (els dos primers nuers i el tercer xilluq), més netament independentista, amb base a Nasir (a l'Alt Nil), a l'est prop de la frontera amb Etiòpia, i que reflectia una divisió entre les dues ètnies principals, els dinka i els nuer. Però tot i les dificultats, les forces sudistes van resistir els atacs i el desembre de 1991 tornaven a posar setge a Juba.
El febrer de 1992 al-Bashir va nomenar una Assemblea Nacional Transitòria amb 300 diputats i presidida pel coronel Muhammad al-Amin Khalifa i al mateix temps es va declarar el final de la subvenció al blat i la gasolina amb puges de preu que augmentaven el descontentament popular. Els rumors de cop d'estat no es van concretar. El març, amb el suport de l'Iran i el nou govern d'Etiòpia, el govern va iniciar una nova ofensiva militar al sud i es va iniciar una nova campanya d'islamització dels nubis de Kordofan que feia uns anys que eren l'objectiu dels polítics nordistes. La situació però no tenia sortida militar i el maig es van fer noves converses de pau a Abuja, la capital de Nigèria en que el govern va acceptar el multilingüisme i les diferents religions, però sense poder arribar a cap acord.
El febrer de 1993 hi va estar breument el papa Joan Pau II. L'abril de 1993 les converses es van reprendre a Abuja i a Nairobi fins al juny, però sense arribar tampoc a cap acord, mentre les forces sudistes implantaven una administració a les seves zones. A l'agost la crisi econòmica havia arribat a un punt de no retorn i les despeses militars que comportava la guerra del sud feien l'estat inviable; Sudan fou expulsat del Fons Monetari Internacional al no poder fer els pagaments del deute extern, i va haver de recórrer a l'ajut de Líbia i l'Iran. A la meitat d'octubre de 1993 al-Bashir va declarar dissolt el Consell de Comandament Revolucionari instaurat arran del cop d'estat el 1989, i va assolir la presidència del país amb poders executius, al front d'un govern bàsicament de civils; tot i així només comptava amb el suport del Front Nacional Islàmic, de facto el grup polític dirigent del país.
Els islamistes van agafar el control de les institucions i de les mesquites en algunes de les quals es feien fins aleshores sermons a favor de l'oposició i contra el govern (com el mes de març, en una cerimònia religiosa en què va participar Saddiq al-Mahdi). Estats Units van declarar el país com afavoridor del terrorisme. El desembre l'arquebisbe de Canterbury Goerge Carey va visitar el sud del país però va rebutjar passar per Khartum al·legant el temor a pressions del goverm, cosa que va crear una crisi diplomàtica amb el Regne Unit a la que el govern sudanès va acusar d'instigar a Carey, i l'ambaixador britànic fou expulsat, però després la situació va tenir sortida diplomàtica. El 1993 Garang va anunciar un alto el foc que no fou secundat per Riek Machar ni per un altre grup de dissidents liderats pel comandant William Nyuon Bany que s'havia separat el 1992; el 2 d'octubre de 1993 un marxista convençut, Alfred Lado Gore, va trencar amb Garang i va crear a nairobi el Moviment de Resistència Patriòtica del Sudan del Sud (MRPSS/PRMSS) per negociar amb el govern però el moviment es va dissoldre de fet al fracassar les converses. Kerubino Kuany Bol (l'home que va disparar el primer tret de la guerra) i Faustino Atem Gualdit, dinques de Bahr al-Ghazal, i fundadors del MPAS havien caigut en desgràcia amb Garang i havien estat empresonats però van aconseguir escapar i van formar el EPLS-Bahr al-Ghazal, el qual es va unir a Riek Machar. Kerubino va esdevenir vicepresident i subcomandant en cap i el MPAS-Nasir va agafar el nom de MPAS-Unitat (1993-1994).
El 1994 Lam Akol i Riek es van enfrontar i el febrer Akol fou expulsat i es va dirigir a Kodok a l'alt Nil, en zona que dominava el govern i va dirigir un grup de base xilluq (shilluk). L'agost del 1994 el famós terrorista Ilich Ramírez Sánchez conegut per Carlos, autor de diversos atemptats a la dècada dels setanta, fou segrestat pels serveis secrets francesos a Khartum on residia; es creu que el govern sudanès va facilitar l'operació per netejar la seva imatge internacional. La situació política d'altra banda no va canviar ni tampoc la situació militar al sud. En 1994 el MISS i el MPAS van mantenir contactes i va semblar que acostaven posicions però l'entesa no va quallar. En els següents mesos (1994/1995) les forces de l'EPAS van tenir algunes derrotes i van haver de retirar-se cap a bases segures a Etiòpia i Eritrea.
El 1995 la facció de Riek Machar dins el Moviment Popular d'Alliberament del Sudan (coneguda com a MPAS-Nasir) es va constituir en Moviment d'Independència del Sud del Sudan (MISS, conegut per les seves angleses SSIM) de base nuer, però va rebre suport encobert del govern sudanès; Kerubino i William Nyuon Bany van ser acusats per Riek Machar d'haver pactat amb el govern el 1994 i foren expulsats. El segon va formar les "Forces d'Unitat" (vivia a Etiòpia i no tenia presència efectiva sobre el terreny) i va tractar de reingressar al EPAS (però fou assassinat el 1996 abans d'aconseguir-ho) i el grup liderat per Kerubino Kuany Bol va mantenir l'Exèrcit Popular d'Alliberament del Sudan-Unificat operant a Bahr al-Ghazal. La facció principal de John Garang, coneguda als darrers anys com Exèrcit Popular d'Alliberament del Sudan-Torit, es va mantenir no obstant com la principal força sobre el terreny. El juny el president egipci Hosni Mubarak va patir un atemptat mentre assistia a la cimera de l'Organització de la Unitat Africana a Addis Abeba, i els serveis secrets egipcis van descobrir que fonamentalistes sudaneses havien donat suport a aquest intent, posant en tensió les relacions entre els dos països.
El 1995 el govern de Líbia va expulsar a 50.000 treballadors sudanesos al país però la mesura anava més encaminada a pressionar per l'aixecament de l'embargament internacional a Líbia que contra el govern sudanès, si bé va ser un problema per aquest que no podia reabsorbir aquesta població (hi havia un milió de sudanesos treballant a Líbia). Expulsats els guerrillers cap a Uganda, Etiòpia i Eritrea al primers mesos del 1995 (les forces del govern van recuperar Torit i Nasir entre altres llocs), l'activitat militar la resta del 1995 fou reduïda excepte una breu ofensiva llançada a l'octubre per les forces de Garang en direcció a Juba i les forces del govern es van haver de replegar destruint ponts i carreteres en el seu replegament; es diu que Garang va rebre fort suport dels govern d'Eritrea (ara independent), d'Etiòpia, Uganda i Tanzània, mentre Líbia i Txad donaven suport al govern. L'EPAS va poder recuperar posicions a les zones rurals, preparant l'ofensiva que tindria lloc més endavant (inicis del 1997) però els enfrontaments armats entre l'EPAS de Garang i el MISS van començar a ser habituals.
El gener de 1996 el Consell de Seguretat de l'ONU va aprovar la resolució 1044 que reconeixia la participació sudanesa a l'atemptat contra Mubarak i exigia l'extradició de tres implicats, cosa que fou rebutjada pel govern de Khartum i el Consell de Seguretat va decretar sancions al cap de tres mesos (amb l'abstenció de Rússia i Xina); Estats Units va expulsar a un diplomàtic sudanès a l'ONU (Ahmad Yusuf) que relacionaven amb l'atemptat al World Trade Center de Nova York el 1993.
Es van fer passos per institucionalitzar el règim i el gener de 1996 el president va anunciar eleccions generals pel març si bé els candidats no podrien representar a partits (haurien de presentar-se com independents; de fet tots els partits polítics estaven prohibits) i 125 dels 400 diputats serien seleccionats pel govern dins les "forces modernes" és a dir els que li donaven suport; 40 candidats es van presentar a l'elecció presidencial però tots amb un suport merament local (preparat per dispersar el vot opositor) i cap de relleu, per permetre l'elecció com a president d'al-Bashir. Les eleccions es van fer del 6 al 17 de març amb una suposada participació del 70% (a una dotzena de circumscripcions al sud no es van poder fer) i en les que al-Bashir fou reelegit pel 75,7% dels vots. Hasan al-Turabi fou elegit president de la nova Assemblea Nacional. Llavors al-Bashir va fer un pacte amb Riek Machar i Kerubino Kuany Bol (març de 1996) si bé cap d'ells va entrar al govern format el 21 d'abril de 1996, com s'esperava que passés; en aquest govern va entrar per primer cop una dona, Ihsan al-Ghabchawi com a ministre de Salut. El bloqueig dels circuits comercials per la guerra (que costava a l'estat un milió de dòlars diari) no feia més que empitjorar la situació econòmica (el deute extern superava el 15.000 milions de dòlars) i el govern es va veure obligat a reprendre els pagaments del deute (que havia hagut d'aturar) per rebre assistència financera. El govern va iniciar un acostament a Garang negociant al mateix temps en secret amb les altres faccions; tot contacte amb Garang es va trencar el 10 d'abril de 1996 quan Riek Machar va signar la Carta Política amb el govern sudanès.
El juny de 1996 el milionari saudita Osama bin Landen que vivia a Khartum, activista en favor de les guerrilles fonamentalistes i opositor del rei Fahd de l'Aràbia Saudita, fou expulsat de Khartum on vivia en un inetnt per millorar les relacions amb els Estats Units que acusava a Osama dels atacs recents (novembre de 1995) contra tropes americanes a l'Aràbia Saudita, i demostrar que el govern sudanès no hi donava suport. Però el govern sudanès es va negar a aclarir la nova residència i això fou considerat un encobriment i els Estats Units van fer aprovar una resolució al Consell de Seguretat prohibint els vols internacionals de les Línies Aèries Sudaneses (la mateixa prohibició que afectava a Líbia) cosa que només perjudicava a la població civil.
El desembre de 1996 l'Aliança Nacional Democràtica i el moviment de Garang arribaven a un acord d'aliança i es creava un Comité Militar Conjunt CMC (Joint Military Council, JMC). Aquest acord no va agradar als nubis de Kordofan del Sud i altres negres del nord que temien que en cas d'una independència del sud quedarien en posició precària.
El gener de 1997 el SPLA va iniciar una ofensiva general amb ajuda ugandesa i probablement etíop i eritrea (i ajut americà en dòlars) recuperant en els mesos següents la major part de dos dels tres estats del sud dominant un territori més gran que França. El 21 d'abril de 1997, en virtut de la Carta Política de feia un any, se signava a Khartum l'acord de pau del govern amb la facció de Riek Machar, quan les operacions sobre el terreny ja deixaven entreveure que no podria ser efectiu. Aquest acord preveia un referèndum d'autodeterminació pel 2001, i mentre s'establia un Consell de Coordinació Transitori autònom per governar el sud, sense la llei islàmica i amb seu a Juba, a més de reconèixer la llei consuetudinària i promulgar una amnistia. En virtut d'aquest acord (conegut com a "Pau Inclusiva") Riek Machar fou nomenat president del Consell de Coordinació Transitori Autònom, embrió de l'autonomia del Sud del Sudan, i vicepresident de tot el Sudan. Les faccions sud-sudaneses es van afegir en general a l'acord amb el govern, en part per debilitat enfront de Garang, que temien que els marginaria, en part per conflictes ètnics (el moviment de Garang era de majoria dinka). Les principals faccions que es van unir a l'acord foren la de Teophillo Ochan de la FDE/EDF (Força de Defensa d'Equatoria/Equatoria Defense Force), Kerubino Kuany Bol (Exèrcit Popular d'Alliberament del Sudan-Unificat Bahr al-Ghazal), i Arok Thon Arok (ex comandant del EPAS a Bor que havia estat empresonat per Garang) de l'EPAS-Bor.
Riek Machar va organitzar llavors el Front Unit de Salvació Democràtica i les Forces de Defensa del Sud del Sudan que van incloure altres grups.
El juny de 1997 els parlamentaria del Sudan occidental van reclamar tanmateix l'autodeterminació per la seva regió (el Darfur) per considerar que els recursos que s'havien d'haver destinat al Darfur s'havien utilitzat per satisfer les reclamacions del sud i impedir la seva secessió. Kordofan i Abyei van demanar ser inclosos al sud.
El 30 de juny de 1997 l'oposició del Comitè Militar Conjunt (CMC), en el vuitè aniversari del cop d'estat donava informació de les operacions militars dels darrers sis mesos: al front sud de Nil Blau (és a dir a l'Alt Nil) la XIII Divisió del comandant Malik Agar va fer una ofensiva i va capturar les guarnicions de Kurmuk, Qeisan i Chali i altres menors; a la part nord de l'estat del Nil el EPAS (SPLA) va capturar les guarnicions de Menza, Yarada Abutera i Khor Gana i altres menors. A la resta del sud el EPAS va llençar l'operació Thunderbolt (OTB) el març de 1997, seguida per l'operació [William] Deng Nhial (ODN) el maig i l'operació Final Lap (OFL) el juny; amb aquestes operacions les forces de l'EPAS van ocupar des de Kaya a la frontera amb Uganda, fins a Wau a Bahr al-Ghazal, 800 km més al nord; les forces militars sudaneses i del Front Nacional Islàmic van patir milers de baixes, ferits i presoners i un important equip militar va caure en mans dels rebels incloent tancs, artilleria, metralladores, municions i diversos tipus de vehicles que van reforçar molt l'EPAS. Entre les principals guarnicions capturades a Equatoria hi havia Kaya, Bazi, Morobo, Yei, Loka, Lainya, Kaguada, Kajokaji, Jambo, Lanyi, Lui, Amadi i Tali aquesta darrera capturada el 28 de juny); a Bahr el-Ghazal es van ocupar Rumbek, Tonj, Warrap, Yirol i Shambe i el govern només conservava quatre posicions en tot l'estat: Wau, Aweil, Gogrial i Raga, mentre que a Equatoria només conservava Juba, Torit i Kapoeta i les fortaleses entorn de Juba com Tindillo, Terdaka, Rokon, Bonga, Rojo, Mangalla i Gemmeiza. Al front oriental, on les forces de l'Aliança (JMC o sigui Joint Military Council, en català CMC) altres que les del EPAS tenien la seva base, van dominar tota la frontera amb Eritrea dirigint una ofensiva en dos dels tres sectors en què estava dividit aquest front, coordinades amb les operacions al sud (Nil Superior). Al Nil Blau hi havia forces de la NSB o BNS (New Sudan Brigade/Brigada del Nou Sudan, una força especial sota direcció directe de Garang), Partit Unionista Democràtic, Forces Aliades Sudaneses (FAS/SAF), Umma National Party i Congrés dels Begues (Beja Congress) i les forces revolucionàries van capturar Garora, Iterba, Agitai, Agig i Marafit però aquesta darrera fou reconquerida pels nordsudanesos; al sector central, amb forces de la NSB, Forces Aliades Sudaneses (FAS/SAF), Umma, Aliança Federal Democràtica del Sudan (AFDS/SFDA) i Congrés dels Begues (Beja Congress) i es van capturar les guarnicions de Kotoneb, Gedamayib, Togan, Rebasum, Telkuk, Timekit i Girgir; i al sector sud amb forces de la NSB, Forces Aliades Sudaneses (FAS/SAF), Partit Democràtic Unionista, Umma i del Legitim Comandament de les Forces Armades(dissidents de l'exèrcit) les operacions foren de guerrilla. El tinent general Abdel Rahman Saeed, antic subcap de l'estat major d'operacions de l'Exèrcit Sudanès, fou nomenat vicepresident i portaveu del Comitè Militar Conjunt. Garang somiava amb l'establiment d'un Nou Sudan i els territoris que dominava els va anomenar així. La situació militar i política no va canviar la resta de l'any i els combats van perdre intensitat.
El govern va encarregar a Riek Machar i Kerubino Kuanyin Bol establir una zona tampó entre les forces rebels i els territoris del govern, per protegir els camps de petroli explotats des de feia poc, i que havien permès subsistir econòmicament al govern sudanès. Des de la seva base de Gogrial, Kerubino Kuanyin va protegir el nord de Bahr al-Ghazal (al nord del riu Lol fins Abyei) i va enllaçar amb les forces de Riek Machar a l'Alt Nil; amb aquesta unió s'esperava aturar a Garang en el seu avanç cap a Bentiu. Paulino Matiep Nhial, que el 1991 havia donat suport a Machar en la seva dissidència i el 1995 s'havia incorporat teòricament al MISS, en la pràctica va romandre com a cap de guerra independent a l'estat Unity sota el nom de Moviment de la Unitat del Sudan del Sud (MUSS/SSUM) i el govern el va contractar per expulsar els civils de la zona de concessions petrolieres conegudes com a Block 5A (i altres) el que li va valer enfrontar-se amb Machar que ara era el comandant del conjunt de les forces militars sudistes del sud. El 1998 Paulino i les forces armades sudaneses operant junts, es van enfrontar diverses vegades a les Forces de Defensa del Sud del Sudan, nominalment aliades del govern, intentant ambdues controlar l'estat Unity i els camps de petroli.
El 1998 es van autoritzar els partits i llavors al-Bashir i al-Turabi van refundar el partit dirigent (el Front Nacional Islàmic sembla que no fou dissolt formalment, però de facto fou donat per dissolt per assoliment dels seus objectius) i van crear el Partit del Congrés Nacional del Sudan, del qual al-Turabi fou president (a més de president de l'Assemblea Nacional) i al-Bashir el secretari general. Els membres del partit únic dominaven la totalitat del parlament.
El comandant operatiu de les Forces de Defensa del Sud, Tito Biel, va haver d'evacuar la població de Leer a l'inici del 1999. Tito Biel llavors es va passar a Garang.
Riek Machar no va poder impedir que els civils fossin desplaçats de les zones petrolieres de l'estat Unity i els nuers es van girar en contra del seu cap natural. El juny de 1999 les FDSS van arribar a un acord amb el EPAS de Garang i van començar a rebre municions.
El 2000 en una reunió de líders sudistes a Koch, Riek Machar va dimitir del govern de Sudan i va convertir les seves forces en les Forces de Defensa Popular del Sudan i al moviment polític en Front Democràtic Popular del Sudan. Sense suport a les seves bases tradicionals, va traslladar la seu del moviment a l'est de la regió de Jinkany.
El 2000, després que el govern sudanès va aprovar eleccions democràtiques. Al-Turabi es va oposar a la reelecció a la presidència d'al-Bashir i aquest va haver de dissoldre el parlament i declarar l'estat d'emergència; al-Turabi fou suspès com a president del PCN.
i un temps després arrestat acusat de conspiració, sent alliberat l'octubre del 2003. Les eleccions lesgilatives foren boicotejades per l'oposició, concurrent només l'Aliança de Forces del Poble Treballador, el partit de l'anterior president Gaafar al-Nimeiry. La utilitat de les eleccions fou qüestionava a causa del boicot dels principals partits democràtics, l'Umma National Party i el Partit Democràtic Unionista Sudanès. Després que Hasan al-Turabi, llavors president del parlament, va introduir una moció per reduir els poders del president, al-Bashir a va dissoldre parlament i va declarar l'estat d'alarma; això va produir una divisió dins de l'organització dirigent del Sudan; segons hom diu, al-Turabi fou suspès com a president del Partit de Congrés Nacional després que instés un boicot de la campanya de reelecció del President.
Tot i el boicot opositor les eleccions legislatives es van celebrar el desembre de 2000, i el Partit del Congrés Nacional del Sudan va obtenir 355 de 360 escons (5 independents). A les eleccions presidencials simultànies el seu candidat Omar al-Bashir guanyava amb el 86,5% del vot popular (Nimeiry, el candidat rival, fou derrotat i només va obtenir un 9,6%) i Bashir va quedar reelegit. Els membres del Partit del Congrés Nacional continuaren dominant la Unió dels Advocats, les organitzacions d'agricultors del nord, i les organitzacions universitàries. Llavors, la facció dissident dirigida per al-Turabi, va formar el Partit del Congrés Nacional Popular (PNC o CNP), que va signar un acord amb l'Exèrcit Popular d'Alliberament del Sudan (SPLA), el grup rebel més gran del país, el que va fer pensar a al-Bashir que estava conspirant per enderrocar-lo a ell i el govern. Al-Turabi fou llavors empresonat el 2000 sota acusació de conspiració, abans de ser alliberat l'octubre de 2003.
El 6 de gener del 2002 sota pressió exterior (per presenter un front comú) es va acordar que les Forces de Defensa Popular del Sudan i el seu moviment polític, el Front Democràtic Popular del Sudan, s'uniria al SPLM/SPLA i les dos organitzacions funcionarien sota el nom de SPLM/SPDF (Sudan Peoples Liberation Movement/Sudan Peoples Defence Forces).
Després de negociacions entre el govern i el Moviment d'Alliberament del Poble Sudanès (SPLM, incloent al SPDF) el 20 de juliol de 2002 se signava a Machakos, Kenya, un acord sobre principis amples de govern i governació, que establia una autonomia pel Sudan del Sud i un referèndum d'autodeterminació al cap de sis anys. Aquest acord fou conegut com a Protocol de Machakos i de fet va posar final a la guerra; aquest acord va provocar la defecció dels comandantes d'ètnia Nuer, Tito Biel Chor i Marko Liah, oposats per considerat que beneficiava als dinka, que van recuperar el nom de SSIM. El protocol de Machakos va anar seguit d'altres protocols signats a Naivasha (25 de setembre de 2003, 7 de gener de 2004 i 26 de maig de 2004 sobre diversos aspectes del conflicte.
Des de l'esclat del conflicte de Darfur el 2003 entre el govern d'Omar al-Bashir i grups de rebels com l'Exèrcit Popular d'Alliberament del Sudan, el SPLA, i el Moviment per la Justícia i la Igualtat, el PCN fou criticat gairebé universalment per presumptament, tanmateix no oficialment, donar suport a milícies àrabs com els Janjaweed durant una campanya d'assassinat, violació i deportació contra la població local. A causa de la guerrilla a la regió Darfur, entre 200.000 i 400.000 persones han mort, mentre més de 2,5 milions de persones han estat desplaçades

## Els acords de pau
Encara que hi va haver alguns acords durant els anys de guerra, el principal el que es va fer amb el Moviment d'Independència del Sud del Sudan dirigit per Riak Machar el 1997, les bases de la pau no es van establir fins al 20 de juliol de 2002 a Machakos (Kenya) en l'anomenat Protocol de Machakos que reconeixia el dret a l'autodeterminació.
Aquest acord va anar seguit d'altres parcials, tots signats a Naivasha a Kenya, que foren:
- Protocol sobre acords en seguretat, 25 de setembre del 2003
- Protocol sobre repartiment dels recursos, 7 de gener del 2004
- Protocol sobre repartiment del poder, 27 de maig del 2004
- Protocol per la resolució del conflicte als estats del Kordofan del Sud / Muntanyes dels Nuba i del Nil Blau, 26 de maig del 2004
- Protocol per la resolució del conflicte a Abyie, 26 de maig de 2004

Finalment el 31 de desembre del 2004, i en cerimònia especial el 9 de gener del 2005 es va signar l'anomenat Acord de Pau Complet a Nairobi. L'acord establí un període de transició de sis anys al final dels quals hi hauria un referèndum d'autodeterminació al sud.